# Healthy in Paranoid Times
Healthy in Paranoid Times è il sesto album discografico in studio del gruppo rock canadese Our Lady Peace, pubblicato nel 2005.

## Tracce
Testi di Raine Maida, musiche di Our Lady Peace & Bob Rock.
1. Angels/Losing/Sleep – 4:31
2. Will the Future Blame Us – 4:26
3. Picture – 3:35
4. Where Are You – 4:06
5. Wipe That Smile Off Your Face – 4:24
6. Love and Trust – 3:21
7. Boy – 4:35
8. Apology – 3:46
9. The World on a String – 3:25
10. Don't Stop – 3:45
11. Walking in Circles – 3:33
12. Al Genina (Leave the Light On) – 2:14

## Formazione
- Raine Maida - voce, chitarra acustica, conga
- Duncan Coutts - basso, cori
- Adam McDougall - organo
- Steve Mazur - chitarre, piano, cori
- Bob Rock - chitarra, piano, cori
- Joel Shearer - chitarra
- Jeremy Taggart - batteria, percussioni